# 4-й Войковский проезд
4-й Во́йковский прое́зд — улица в Северном административном округе города Москвы на территории Войковского района. Проходит от Ленинградского шоссе до тупика неподалёку от Московской кольцевой железной дороги. Нумерация домов ведётся от Ленинградского шоссе.

## Название
Проезд назван в 1929 году в связи с близостью к заводу им. Войкова (ныне не существует).
В постсоветское время различные общественные организации неоднократно предлагали переименовать проезд, но безуспешно. Одним из вариантов названия предлагался 4-й Волковский проезд (в честь космонавта В. Н. Волкова и расположенной рядом улицы его имени).

## Описание
Проезд начинается от Ленинградского шоссе у домов № 17/1 и 19/2 и заканчивается тупиком. Направление — с востока на запад.
Автомобильное движение — по одной полосе в каждую сторону, светофоров нет, пешеходных переходов тоже нет. Оборудован тротуарами. Примыкание с нечётной стороны — 1-я и 2-я Радиаторские улицы.

## Здания и сооружения
Нечётная сторона
- Дом 17/1
- Дом 3
- Дом 5
- Дом 9

Чётная сторона
- Дом 19/2
- Дом 4
- Дом 6
- Дом 6А
- Дом 6, корпус 2
- Дом 8
- Дом 10

## Фотогалерея

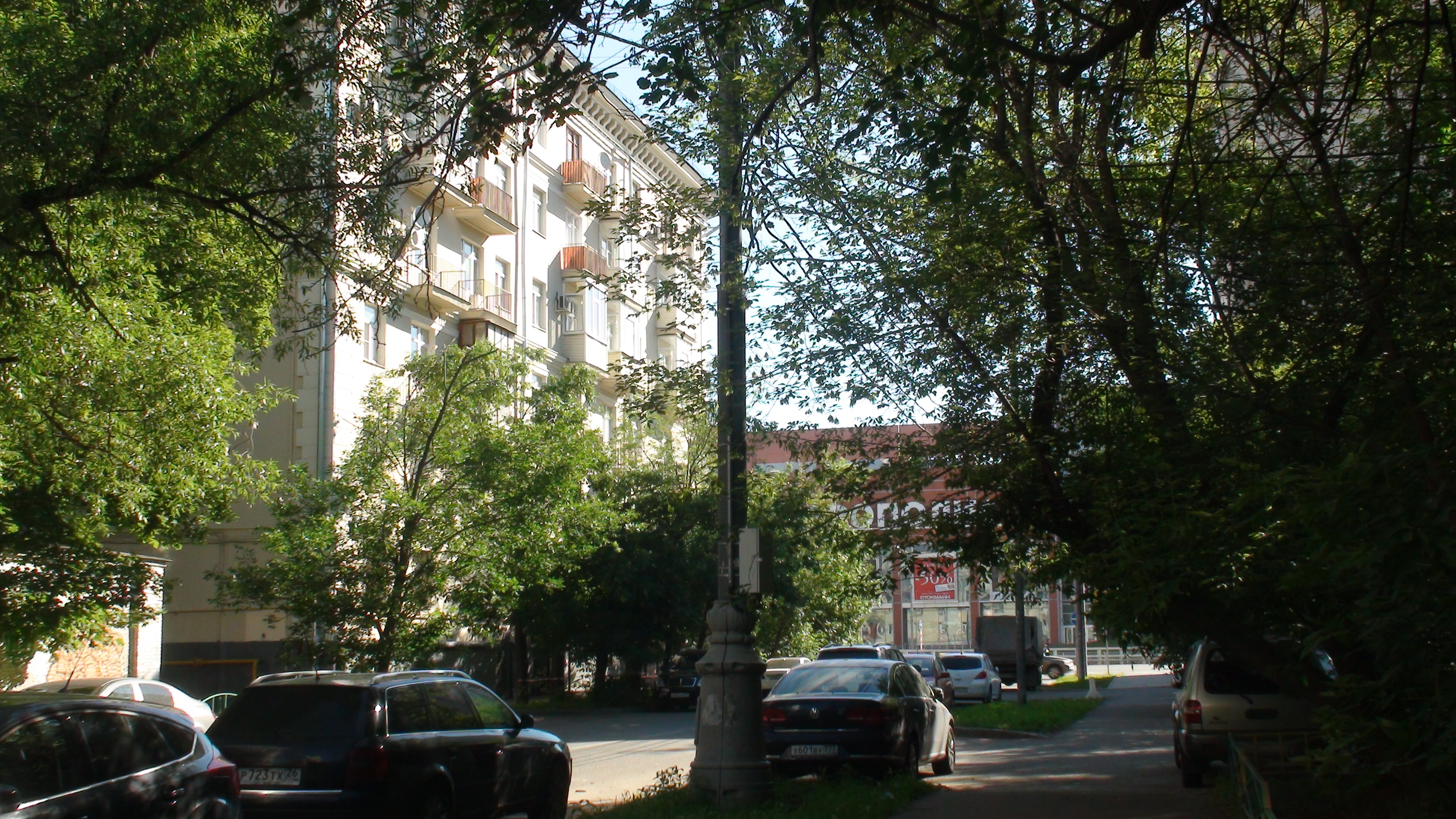
4-й Войковский проезд
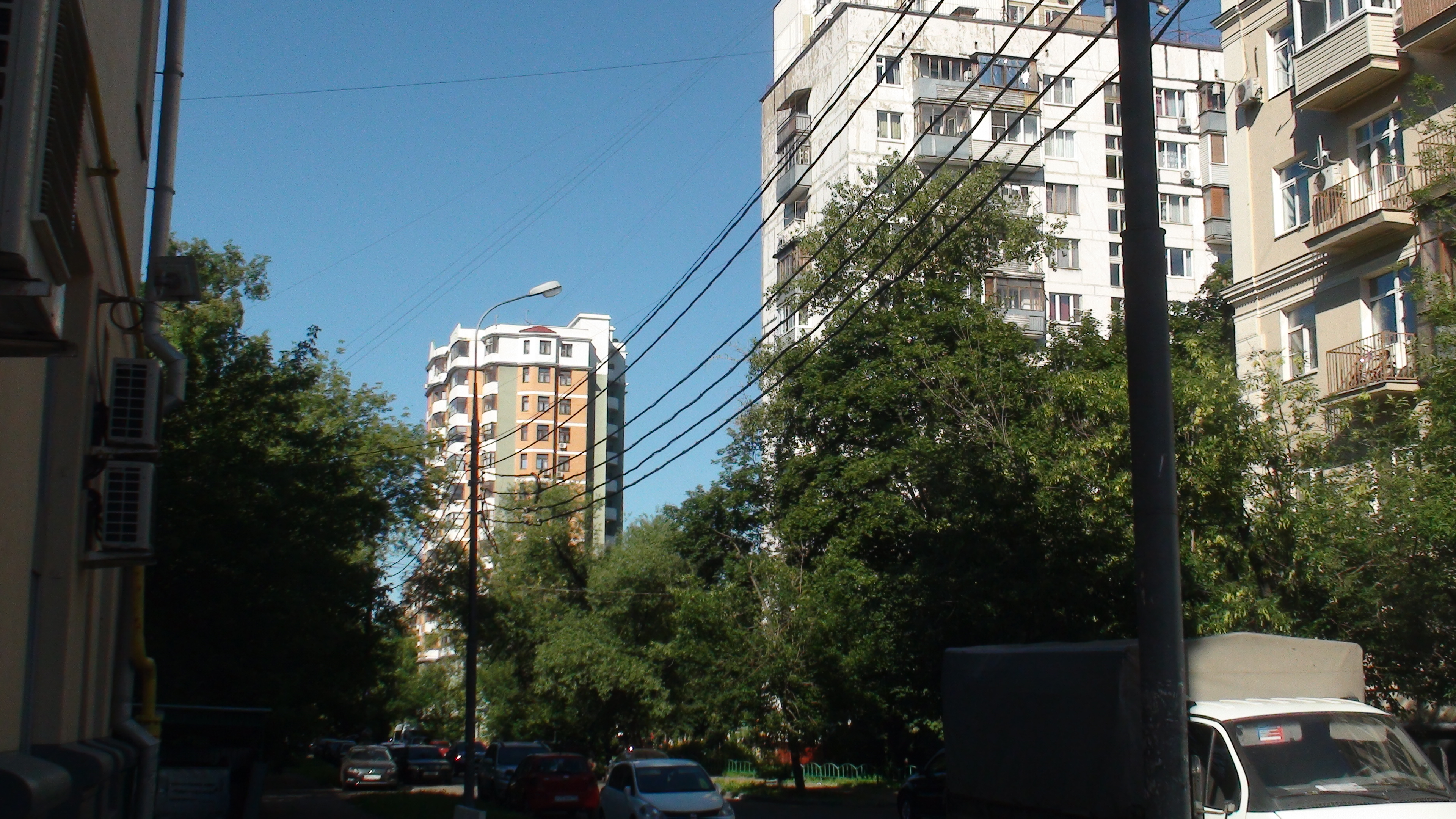
4-й Войковский проезд
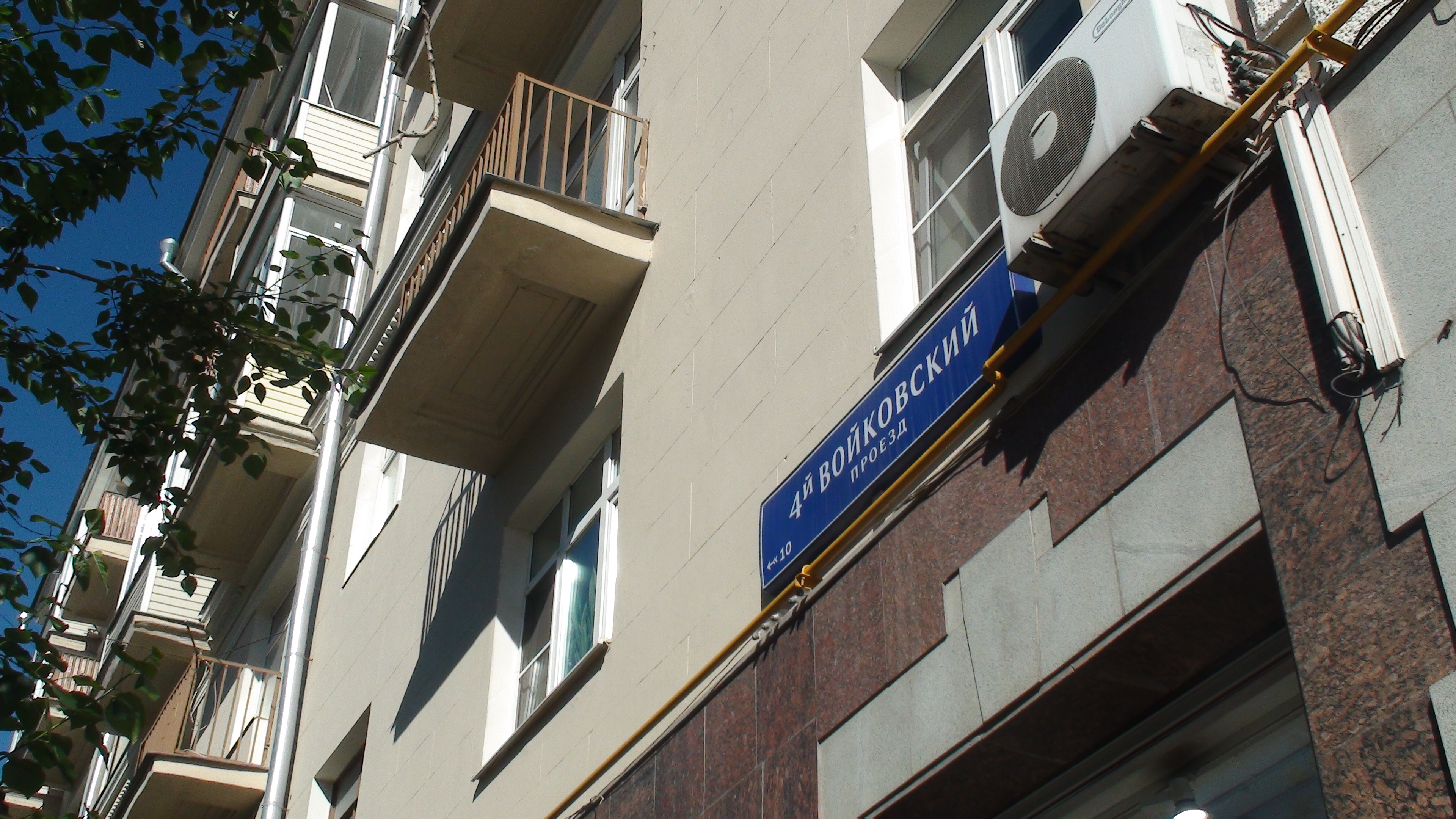
4-й Войковский проезд
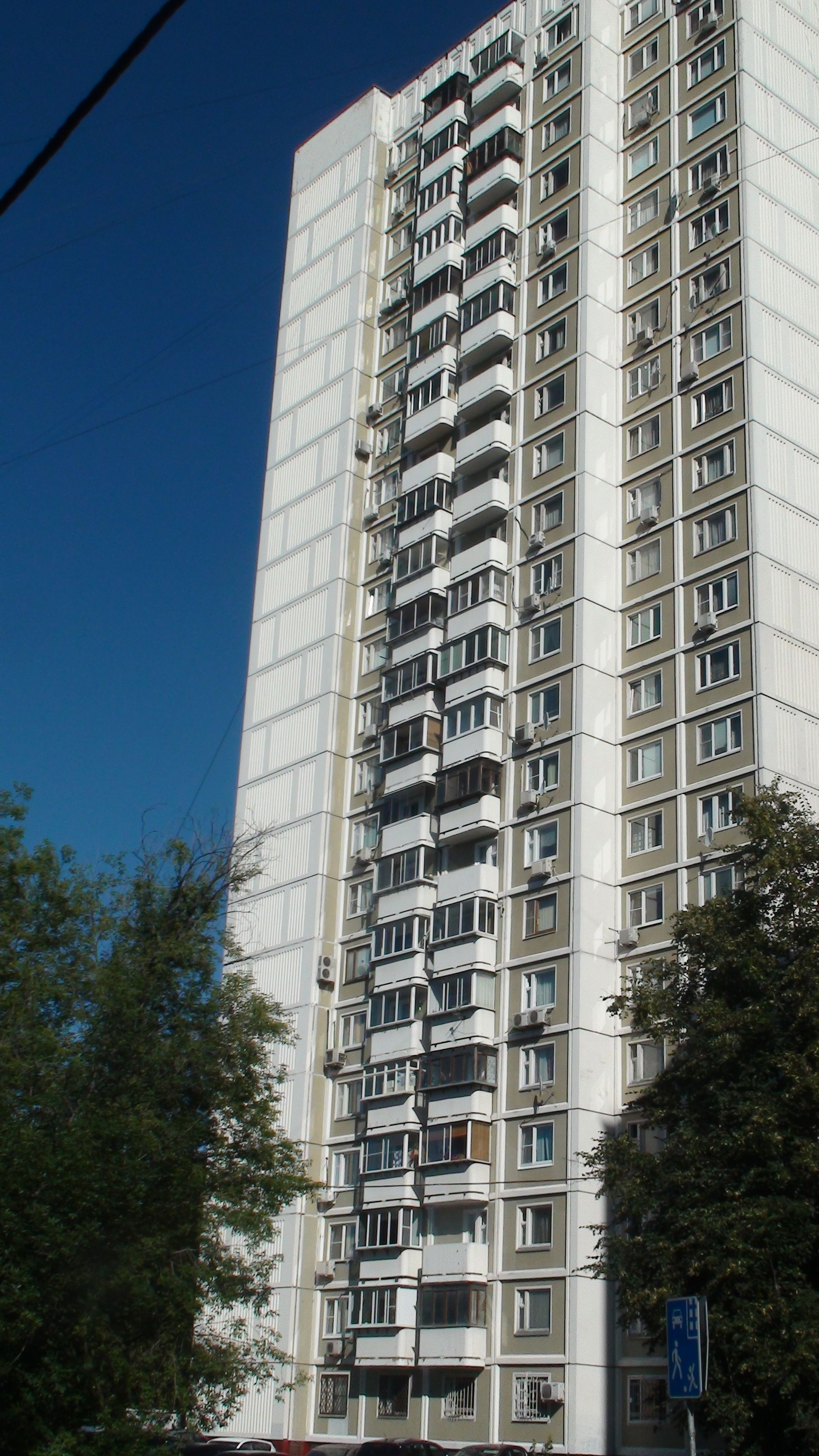
4-й Войковский проезд
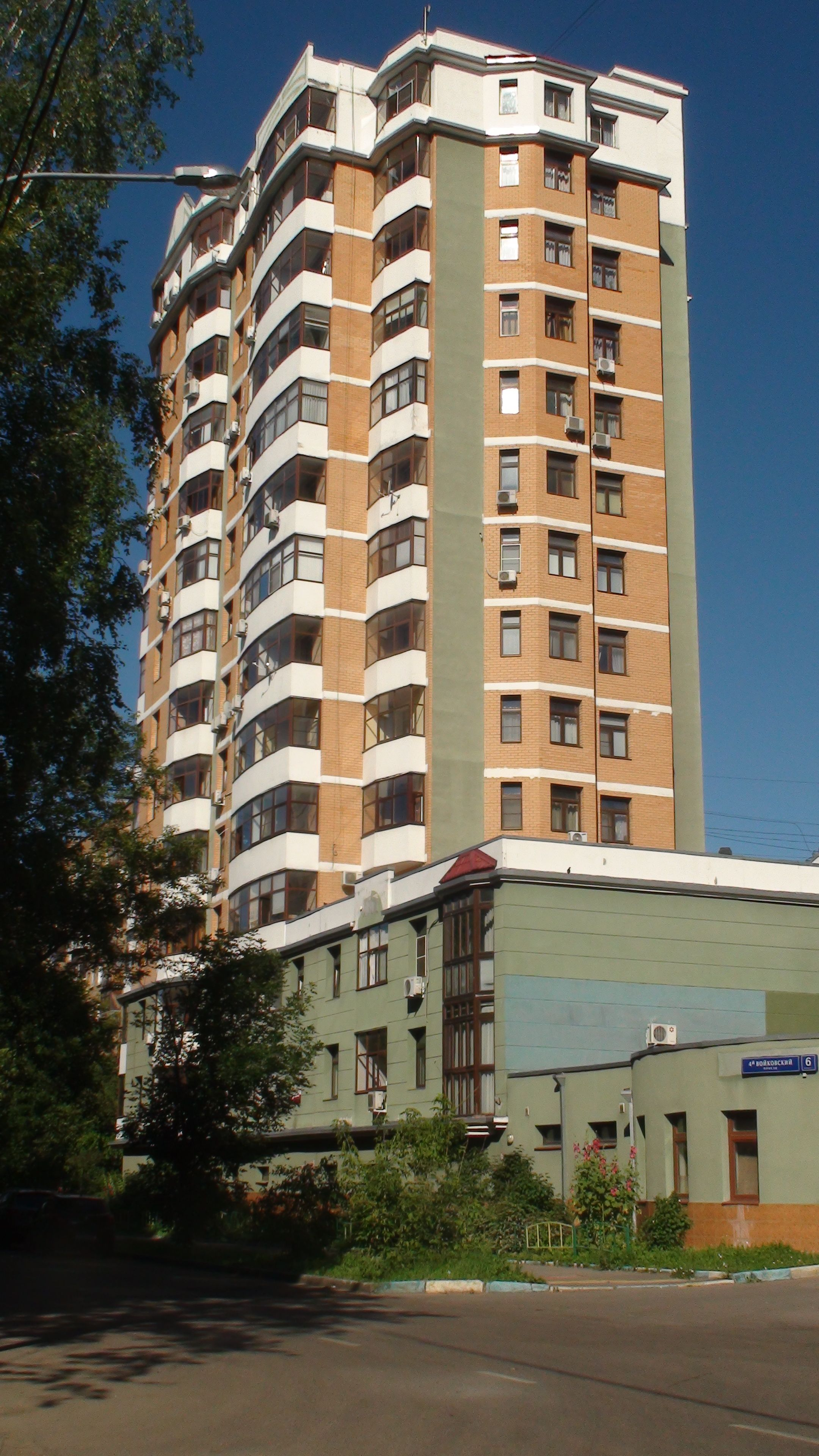
4-й Войковский проезд

## Общественный транспорт
Наземный общественный транспорт по проезду не ходит.
- Станция метро «Войковская» — в 230 метрах от начала проезда
  - Платформа Стрешнево Рижского направления(МЦД-2) — в 550 метрах от проезда
  - Станции МЦК «Балтийская» и «Стрешнево»